# Amedeo Guillet
Amedeo Guillet, detto Comandante Diavolo, noto anche con lo pseudonimo di Ahmed Abdallah Al Redai (in arabo أحمد عبد الله الرضاعي‎?; Piacenza, 7 febbraio 1909 – Roma, 16 giugno 2010), è stato un militare e diplomatico italiano.

## Biografia
Nato da una nobile famiglia piemontese e capuana di origine savoiarda, era figlio di Alfredo, colonnello dei Reali Carabinieri (RR.CC.), e di Franca Gandolfo, nonché nipote dell'omonimo generale e senatore Amedeo Guillet. Era imparentato con la nobile famiglia Fanzago.
Frequentò l'Accademia militare di Modena, da cui uscì con il grado di sottotenente di Cavalleria del Regio Esercito Italiano nel 1931. Per il servizio di prima nomina venne assegnato al reggimento "Cavalleggeri di Monferrato", dimostrando ben presto spiccate qualità militari e, soprattutto, di cavaliere. Quindi fu assegnato al Reggimento "Cavalleggeri Guide" (19°). Fu tra i primi ufficiali della cavalleria italiana ad applicare rigorosamente il metodo di equitazione naturale del capitano Federico Caprilli e per le sue innate capacità equestri fu incluso tra i quattro cavalieri che avrebbero costituito la squadra italiana di equitazione per le Olimpiadi di Berlino del 1936 alle quali non arrivò mai.

### Carriera militare

#### Campagna d'Abissinia (1935-1936)
L'inizio della campagna d'Abissinia impedì al tenente Guillet di giungere a Berlino per i Giochi della XI Olimpiade, per via del trasferimento in Libia presso un reparto di Spahis e da lì il reparto fu trasferito in Eritrea, dove nell'ottobre del 1935 partecipò, come comandante di plotone, alle prime azioni della guerra di Etiopia. Il 24 dicembre dello stesso anno venne ferito gravemente alla mano sinistra durante la battaglia di Selaclaclà. 

#### In Libia
Al termine delle ostilità, il 5 maggio 1936, venne decorato a Tripoli dal Maresciallo d'Italia Italo Balbo per il suo esemplare e coraggioso comportamento in combattimento.
Sempre a Tripoli, nel marzo 1937, fu nominato organizzatore e responsabile della parte equestre della cerimonia in cui Mussolini si proclamò "difensore dell'islam". Il mese successivo sfilò a Roma, in occasione del primo anniversario dell'Impero, alla testa delle unità Spahis. Fidanzato da tempo con la cugina, Beatrice Gandolfo, si rifiutò di sposarla, pur amandola intensamente, per non dare adito ai malevoli di pensare che lo facesse solo per ottenere la promozione al grado di capitano; infatti, erano da poco entrate in vigore alcune rigide normative che prevedevano per i dipendenti pubblici l'obbligo di essere coniugati per poter essere promossi a incarichi e mansioni superiori.

#### Guerra civile spagnola
Nell'agosto del 1937, accettò la proposta del generale Luigi Frusci di seguirlo nella guerra civile spagnola, contro le forze repubblicane, in cui ebbe la possibilità di distinguersi particolarmente nel combattimento di Santander e nella battaglia di Teruel, dove operò prima al comando di un reparto carri della divisione "Fiamme Nere" e poi alla testa di un tabor di cavalleria marocchina. Dopo un breve periodo di convalescenza in Italia, venne trasferito in Libia al comando del VII squadrone Savari, deluso dalla mancata promozione al grado di capitano promessagli dal generale Frusci al rientro dalla guerra di Spagna.

#### Africa Orientale

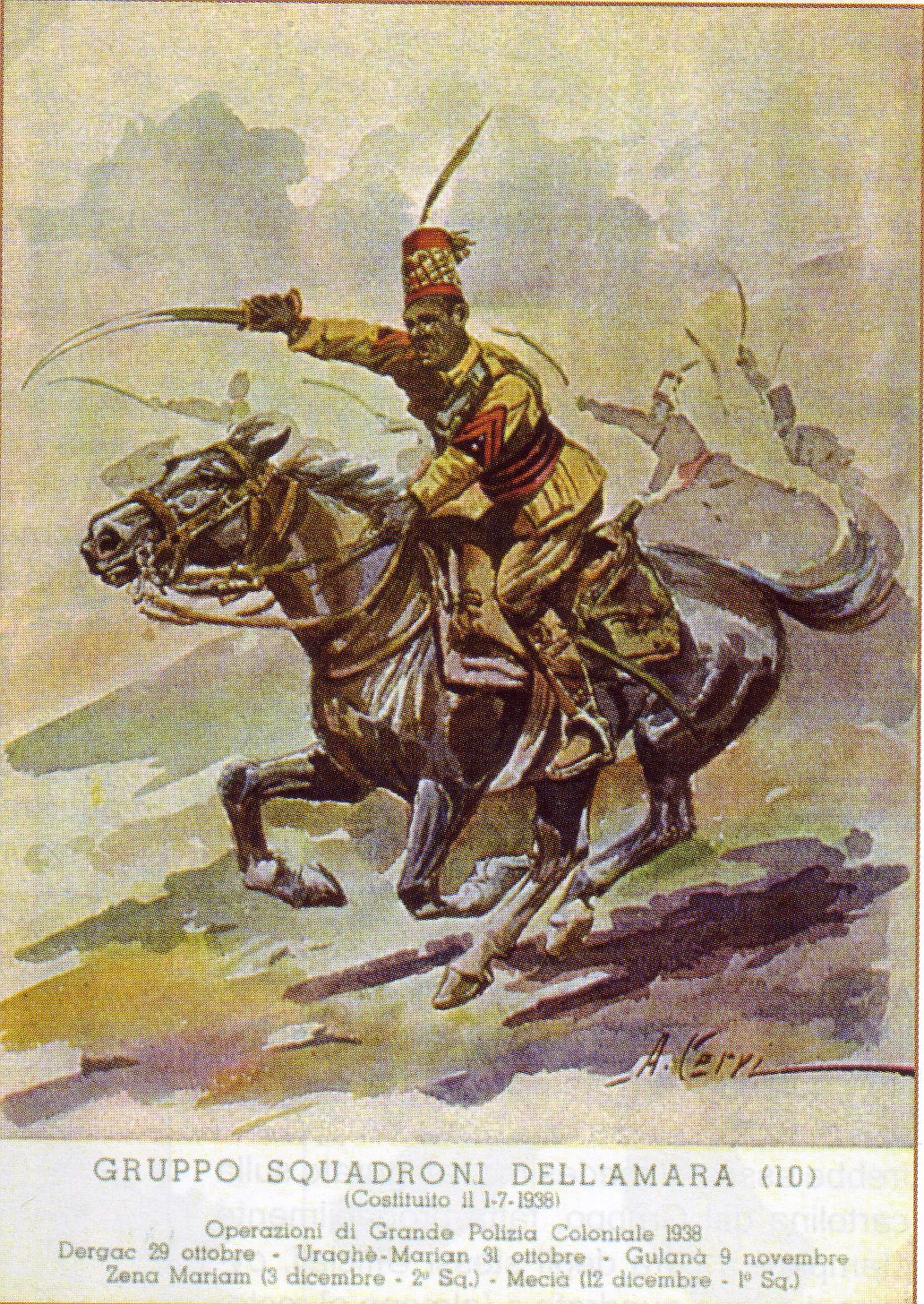
Cartolina rappresentante il gruppo squadroni dell'Amara

Poco prima dell'ingresso dell'Italia nella seconda guerra mondiale, Guillet venne inviato in Eritrea e nominato Comandante del Gruppo Bande Amhara, primo esempio di unità militare multinazionale, forte di 1700 uomini di origine etiope, eritrea e yemenita inquadrati da ufficiali italiani. L'unità aveva la consistenza di un reggimento e avrebbe dovuto essere comandata da un colonnello, mentre lui era solo tenente. Il compito assegnato al Gruppo di Guillet era di operare, in massima autonomia e libertà d'azione, contro il nemico che infestava la regione nord-occidentale dell'Eritrea.
Nel 1939, durante un combattimento contro la guerriglia nella regione di Dougur Dubà, il tenente Guillet costrinse il nemico a uno scontro in campo aperto. Durante una delle cariche, il suo cavallo venne colpito e ucciso. Immediatamente, Guillet ordinò al suo attendente di dargliene un altro. Quando anche il secondo quadrupede fu colpito, trovandosi appiedato, si mise ai comandi di una mitragliatrice e sparò agli ultimi nemici rimasti sul campo di battaglia.

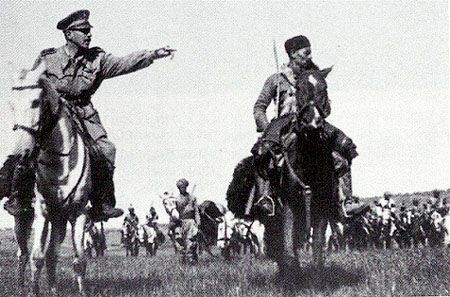
Amedeo Guillet alla guida del Gruppo Bande Amhara nel 1940

Per questa azione, "alto esempio di eroismo e sprezzo del pericolo", gli venne conferita la Medaglia d'argento al Valor Militare dalle autorità italiane. I suoi soldati indigeni, invece, lo soprannominarono Commundàr es Sciaitan (Comandante Diavolo) convinti che godesse di una sorta di immortalità e colpiti dalla sua capacità di immedesimarsi appieno nei costumi bellici delle popolazioni dell'Africa orientale. Ben presto le gesta belliche di Guillet divennero oggetto di discussione negli esclusivi circoli di occidentali di Asmara e Adua, mentre la fama del Comandante Diavolo si diffondeva rapidamente in tutta l'Africa orientale. In particolare, si fantasticava sullo stile di comando "democratico" (per l'epoca) del giovane tenente, che trattava i soldati indigeni con dignità e rispetto, dando loro massima responsabilità e la possibilità di mantenere e curare i rispettivi usi e costumi. Molti colleghi di Guillet, invidiosi dei suoi risultati sul campo, di gran lunga migliori di quelli ottenuti da reparti regolari di italiani, "malignarono" non poco sul tipo di azione di comando adottata.
Bisogna, invece, ammettere che l'illuminato stile di comando di Guillet diede i suoi frutti: nella sua unità non si verificò mai un caso di diserzione, né di contrasto tra i soldati indigeni, nonostante la loro appartenenza a differenti etnie e fedi religiose. Permise, ad esempio, ai suoi uomini, di portare sempre al seguito i nuclei familiari (come da tradizione locale) ed egli stesso ebbe una concubina eritrea, Kadija (o Khadija), figlia di un importante capo tribù, che lo seguì durante tutto il suo periodo di servizio in Eritrea (in barba alle disposizioni del Governatore italiano volte a impedire, pena l'incarcerazione, la nascita di "rapporti duraturi" tra soldati italiani e donne del luogo). Anche nei confronti degli avversari catturati e delle popolazioni locali con cui entrava in contatto durante le attività operative tenne sempre un comportamento rispettoso e leale, da gentiluomo d'altri tempi.

#### Battaglia di Agordat
La sera del 20 gennaio 1941, il tenente Guillet rientrò al forte di Cheru dopo una lunga attività di pattugliamento del territorio, ma gli venne ordinato di ripartire immediatamente per affrontare i britannici della Gazelle Force che minacciavano di accerchiare migliaia di soldati italiani in ritirata verso Agordat. Il compito attribuitogli era di ritardare di almeno 24 ore la manovra dell'avversario, costringendolo a fermarsi nella piana tra Aicotà e Barentù. All'alba del 21 gennaio, dopo una furtiva manovra di aggiramento, il Gruppo di Guillet caricò il nemico alle spalle, creando scompiglio tra i ranghi anglo-indiani. Si trattò di uno spettacolo impressionante e, al contempo, incredibile: Guillet e i suoi uomini attaccarono, armati di sole spade, pistole e bombe a mano, le truppe appiedate e le colonne blindate britanniche.
Dopo essere passato illeso tra le sbalordite truppe avversarie, il Gruppo tornò sulle posizioni iniziali per caricare nuovamente. Questo diede tempo ai britannici di riorganizzarsi e di sparare ad alzo zero verso i cavalieri di nuovo all'attacco. In particolare, alcune pattuglie blindate britanniche iniziarono a dirigersi verso il fianco e alle spalle dello schieramento di Guillet, minacciando di accerchiare il manipolo di soldati a cavallo. Il tenente Renato Togni, Vicecomandante del Gruppo, effettuò allora una mortale "carica di alleggerimento" con il suo plotone di trenta indigeni, per consentire al grosso del Gruppo di sganciarsi indenne. All'ordine di "Caricat!" il plotone, con Togni in testa, si gettò su una colonna di carri "Matilda", che aprirono il fuoco falciando mortalmente tutti gli uomini e i cavalli. Quel sacrificio permise, tuttavia, al resto delle truppe di Guillet di sganciarsi conseguendo appieno l'obiettivo: le truppe italiane in ritirata erano al sicuro dentro le fortificazioni di Agordat.

Guillet pagò un alto prezzo per questa battaglia: 800 tra morti e feriti e la perdita del suo grande amico Togni. Fu quella l'ultima carica di cavalleria nella storia militare dell'Africa. L'ufficiale britannico che subì l'assalto in seguito così descrisse l'avvenimento: 
Guillet partecipò, alla testa di quello che rimaneva del suo Gruppo ormai appiedato, anche alle battaglie di Cochen e Teclesan, prima della caduta di Asmara avvenuta il 1º aprile 1941.

#### La leggenda del Cummundar as Shaitan
Persa Asmara, Guillet capì che l'unico modo per aiutare le truppe italiane operanti sul fronte nord-africano era quello di tenere impegnati quanti più britannici possibile in Eritrea. Il 3 aprile 1941, Guillet prese la sua decisione: se Roma avesse ordinato la resa, lui avrebbe continuato in proprio la guerra contro i britannici in Africa orientale. Spogliatosi dell'uniforme italiana e assunta definitivamente l'identità di Cummundar as Shaitan (Comandante Diavolo), radunò attorno a sé un centinaio di suoi fedelissimi ex soldati indigeni (ancora una volta una mescolanza di etnie e religioni) e iniziò una durissima guerriglia contro le truppe inglesi. La sua leggenda crebbe a dismisura e i britannici scatenarono un'imponente "caccia all'uomo", mettendogli alle costole le migliori risorse di intelligence disponibili. Fu fissata una taglia di oltre mille sterline d'oro, ma Guillet non fu mai tradito, neanche dai capi tribù precedentemente in guerra con gli italiani, che, anzi, più volte gli offrirono rifugio e copertura.
La guerriglia dell'ormai capitano Guillet costò cara ai britannici: per quasi otto mesi egli assaltò e depredò depositi, convogli ferroviari e avamposti, fece saltare ponti e gallerie rendendo insicura ogni via di comunicazione. Tuttavia, verso la fine di ottobre 1941, i suoi ranghi si erano troppo assottigliati e lo scopo della sua missione non era più realisticamente perseguibile. In particolare, la fortuita cattura del suo cavallo grigio Sandor da parte del maggiore Max Harari dell'Intelligence britannica, responsabile delle attività di ricerca di Guillet, gli fece capire che non avrebbe potuto continuare oltre in quella sorta di guerra privata. Inoltre si ammalò di malaria e oltre alle ferite di combattimento doveva sopportare anche le crisi di febbre malariche. Radunò quello che restava della sua banda, ringraziò i suoi fedelissimi promettendo loro che l'Italia avrebbe saputo ricompensarli adeguatamente e si diede alla macchia.

#### La fuga
Si installò alla periferia di Massaua dove assunse la falsa identità di Ahmed Abdallah al Redai, lavoratore di origini yemenite. Si trasformò in un autentico arabo, grazie anche alla perfetta conoscenza della lingua, studiò il Corano e abbracciò la religione musulmana; infatti, quando i britannici effettuarono una retata in un suo rifugio e riuscirono a tenerlo sotto tiro, Guillet continuò a camminare lentamente verso la collina sovrastante il rifugio, e un suo fedelissimo convinse i soldati britannici che egli era un musulmano sordo che stava andando a pregare. Al fine di racimolare i soldi necessari per imbarcarsi verso lo Yemen, grazie al contatto con dei contrabbandieri, disimpegnò lavori umili per vivere: fu scaricatore di porto, guardiano notturno e acquaiolo. Seguito dal fido Daifallah, suo ex attendente, tentò una prima volta di attraversare il Mar Rosso su un sambuco di contrabbandieri, ma venne depredato, buttato in mare e abbandonato nel deserto eritreo.
Dopo essere stato selvaggiamente picchiato da un gruppo di pastori nomadi, fu salvato da un cammelliere che lo ospitò per lungo tempo nella sua capanna e che gli offrì di restare a vivere con lui prendendo per moglie sua figlia. Ma Guillet, desideroso di rientrare in Italia, riuscì a beffare i sudditi di Sua Maestà britannica ancora una volta: spacciandosi come parente del cammelliere, si fece rilasciare un lasciapassare per lo Yemen dal Governatore britannico. La traversata fu semplice, ma giunto nel porto di Hodeida, venne arrestato e rinchiuso in prigione perché sospettato di essere una spia al soldo dei britannici. Quando costoro riuscirono a rintracciarlo chiesero all'imam yemenita di estradarlo, egli si incuriosì e invitò nella sua reggia Amedeo, e dopo aver ascoltato tutte le sue esperienze e avventure provò un tale rispetto e desiderio di onorare il valoroso che lo nominò palafreniere presso la guardia dell'Imam Yahya, sovrano yemenita; le sue capacità ippiche gli salvarono ancora una volta la vita: l'Imam lo prese a ben volere, lo elevò al rango di "Gran Maniscalco di Corte", gli fu amico sincero e lo nominò precettore dei propri figli. Guillet divenne anche responsabile e istruttore delle guardie a cavallo yemenite e trascorse più di un anno a corte.

#### Rientro in Italia e il servizio al SIM
Nel giugno del 1943, nonostante le preghiere dell'Imam affinché restasse per sempre a corte, tornò a Massaua e beffò ancora una volta i britannici: riuscì a imbarcarsi su una nave della Croce Rossa Italiana fingendosi un civile italiano divenuto pazzo durante la guerra. Dopo quasi due mesi di navigazione, il capitano Amedeo Guillet giungeva finalmente a Roma il 3 settembre 1943 con una nave della Croce Rossa. Promosso maggiore per meriti di guerra, domandò denaro, uomini e armi per tornare nel Corno d'Africa e riprendere la guerra clandestina contro gli Alleati. I tempi, tuttavia, erano cambiati: la conoscenza delle lingue e, soprattutto, l'esperienza acquisita sul campo fecero sì che Guillet fosse assegnato al Servizio Informazioni Militare per essere impiegato in missioni ad alto rischio nell'Italia occupata dalle truppe anglo-americane. L'armistizio dell'8 settembre lo colse di sorpresa a Roma.
Attraversò prontamente e rocambolescamente la linea Gustav e giunse a Brindisi, dove si mise a disposizione del Re. Continuò a operare nel Servizio Informazioni del ricostituito Esercito Italiano per poi svolgere, dal 25 aprile 1945, l'incarico di agente segreto. In tale veste fu incaricato del recupero della corona imperiale del Negus d'Etiopia, sottraendola furtivamente alla Brigata partigiana "Garibaldi" che, a sua volta, l'aveva confiscata alla Repubblica di Salò: essa fu successivamente restituita al Negus e rappresentò il primo tangibile segnale di riappacificazione tra Italia ed Etiopia.
Nel frattempo, nel settembre del 1944 coronò finalmente il suo sogno d'amore sposando a Napoli l'amata Beatrice Gandolfo, dalla quale ebbe due figli: Paolo Maria nato a Roma il 25 luglio 1945 e Alfredo nato a Roma il 18 gennaio 1948.

#### Dimissioni dall'esercito
Alla fine delle ostilità, dopo la sconfitta della monarchia e la vittoria della Repubblica nel referendum del 1946, Guillet fedele al proprio giuramento di militare verso la Corona dei Savoia, rassegnò le proprie dimissioni dall'Esercito Italiano, congedandosi a 37 anni con il grado di tenente colonnello.
Presentandosi al re Umberto II e manifestandogli la sua intenzione di abbandonare il Paese, fu tuttavia bonariamente redarguito perché il Re gli ricordò che prima della Casa Reale veniva l'Italia e la sua indipendenza. Il re Umberto II in quell'occasione gli disse: "Noi passiamo, l'Italia resta" .

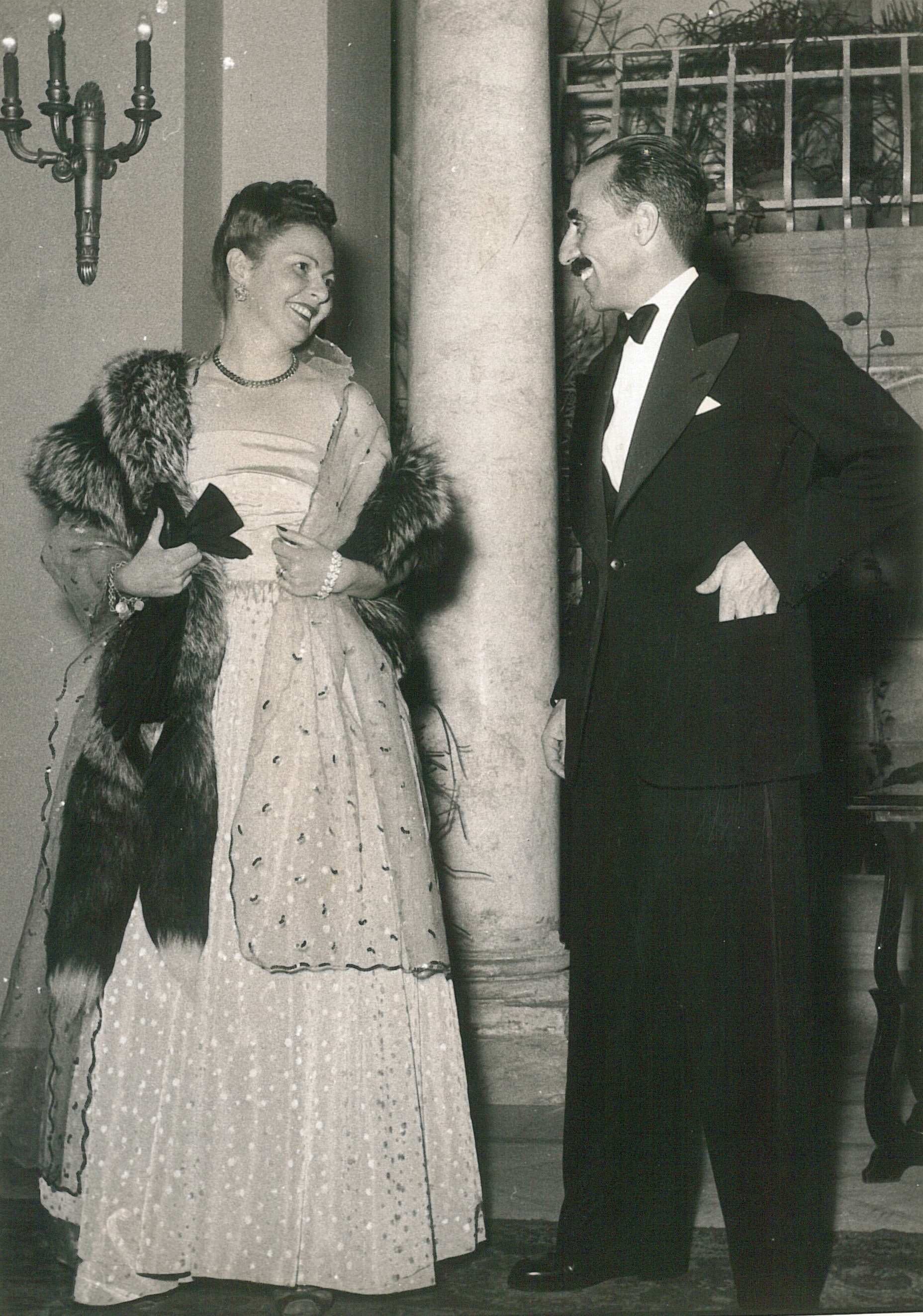
Amedeo Guillet con sua moglie Bice a un ricevimento a Il Cairo nel 1953 (da "Immaginario diplomatico")

### Carriera diplomatica
Laureatosi in scienze politiche, Amedeo Guillet partecipò e vinse il concorso pubblico per la carriera diplomatica nel 1947, rifiutando per spirito di correttezza i trattamenti di favore offertigli. Nel 1950 venne destinato, come Segretario di legazione, all'ambasciata italiana del Cairo con l'ambasciatore Prunas. Nel 1956 fu nominato incaricato d'affari nello Yemen (dove il figlio del vecchio Imam lo accolse calorosamente dicendogli: «Ahmed Abdallah finalmente sei tornato a casa!») Nel 1962 fu nominato ambasciatore ad Amman, dove il re Hussein di Giordania era solito cavalcare insieme a lui e tributargli l'appellativo di "zio" (ʿammī), nella cultura araba espressione di massima deferenza e, al contempo, di familiarità.

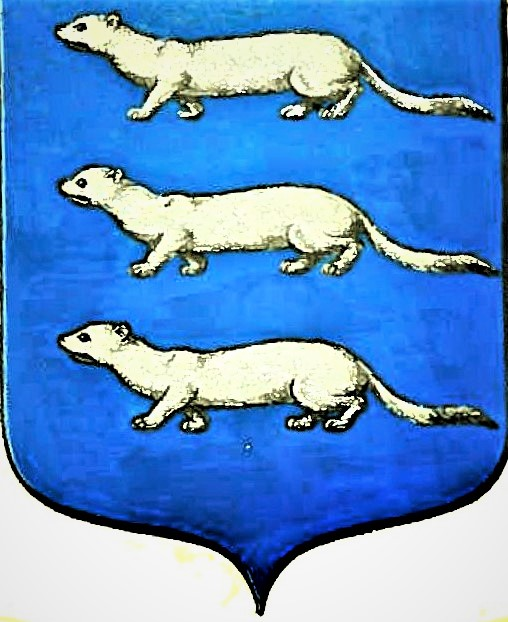
Stemma concesso da Umberto II di Savoia nel 1964 a Giuseppe Guillet, con il titolo di barone, trasmissibile anche al fratello Amedeo, tratto dall'Annuario della Nobiltà italiana, XXXIII edizione (2015-2020).

Umberto II di Savoia con regie lettere patenti il 15 ottobre 1964 concesse a Giuseppe Guillet il titolo di barone trasmissibile anche al fratello Amedeo e ai loro figli maschi primogeniti.
Nel 1968 divenne ambasciatore in Marocco. Durante un ricevimento ufficiale, coinvolto in una sparatoria causata da un tentativo di colpo di Stato, riuscì, con la sua esperienza militare, a mettere in salvo alcuni rappresentanti diplomatici che erano rimasti sotto il fuoco. La Repubblica Federale di Germania gli concesse, per il salvataggio del proprio ambasciatore, la Gran Croce con stella e striscia dell'Ordine al Merito della Repubblica. Nel 1971, fu inviato come ambasciatore d'Italia in India, entrando ben presto nel ristrettissimo entourage dei confidenti del Primo ministro Indira Gandhi. Con il collocamento a riposo per limiti d'età, nel 1975 concluse la sua carriera diplomatica.

### Ultimi anni
Nella risposta a un lettore dedicata all'avventurosa esistenza di Amedeo Guillet, il celebre giornalista Indro Montanelli scrisse: «Se, invece dell'Italia, Guillet avesse avuto alle spalle l'Impero inglese, sarebbe diventato un secondo Lawrence. È invece soltanto un Generale, sia pure decorato di medaglia d'oro, che ora vive in Irlanda, perché lì può continuare ad allevare cavalli e (a quasi novant'anni) montarli. Quando cade e si rompe qualche altro osso (non ne ha più uno sano), mi telefona...»
Nel 2000, seguito dallo scrittore Sebastian O'Kelly, si era recato in Eritrea nei luoghi che lo avevano visto giovane tenente alla testa delle Gruppo Bande Amhara, venendo ricevuto ad Asmara dal Presidente eritreo Isaias Afewerki con gli onori riservati ai capi di Stato. Tornato a trovare il cammelliere che lo aveva ospitato cinquant'anni prima, questi non lo riconobbe, ma gli raccontò la storia di due moribondi che aveva curato e ospitato, mandati da Allah, e che un giorno sarebbero tornati per ricostruirgli il suo pozzo. Amedeo, non svelando la sua identità, prima di partire pagò un gruppo di manovali per ricostruire il pozzo al vecchio cammelliere (l'episodio è reale ma non avvenne in quell'occasione – era il 2000 – bensì quando Amedeo prestava servizio in Eritrea, alla fine degli anni cinquanta).
Il 20 giugno 2000, gli è stata conferita la cittadinanza onoraria dalla città di Capua che egli ha definito «altamente ambita».
Il 2 novembre 2000 il Presidente della Repubblica Carlo Azeglio Ciampi ha conferito ad Amedeo Guillet la Gran croce dell'Ordine militare d'Italia, massima onorificenza militare italiana.
In occasione del compimento del suo centesimo compleanno nel 2009, sia Mediaset sia la Rai gli hanno dedicato un servizio durante il telegiornale.
Il comandante Diavolo è morto a Roma il 16 giugno 2010, alla veneranda età di 101 anni.. Il 26 giugno 2010 è stato officiato il rito funebre nel duomo di Capua, dall'arcivescovo Bruno Schettino, con la presenza delle "Guide" di Salerno, in qualità di picchetto d'onore. Le sue ceneri riposano nella tomba di famiglia al fianco della moglie Bice e ai suoi avi trasferitisi, dopo l'annessione della Savoia alla Francia, nella città di Capua. È stato inserito nella lista dei 150 più illustri funzionari dello Stato.

## Amedeo Guillet nella musica
- Il gruppo musicale italiano Ianva ha dedicato ad Amedeo Guillet il brano "Cummandar As Shaitan" contenuto nell'album Canone europeo del 2017.

## Intitolazioni
Nel 2013 fu inaugurata la Base militare italiana di supporto "Amedeo Guillet" a Gibuti la prima base militare italiana aperta all'estero dalla seconda guerra mondiale. La base ospita prevalentemente fucilieri dell'aria e fanteria di marina della Brigata marina "San Marco".

## Onorificenze

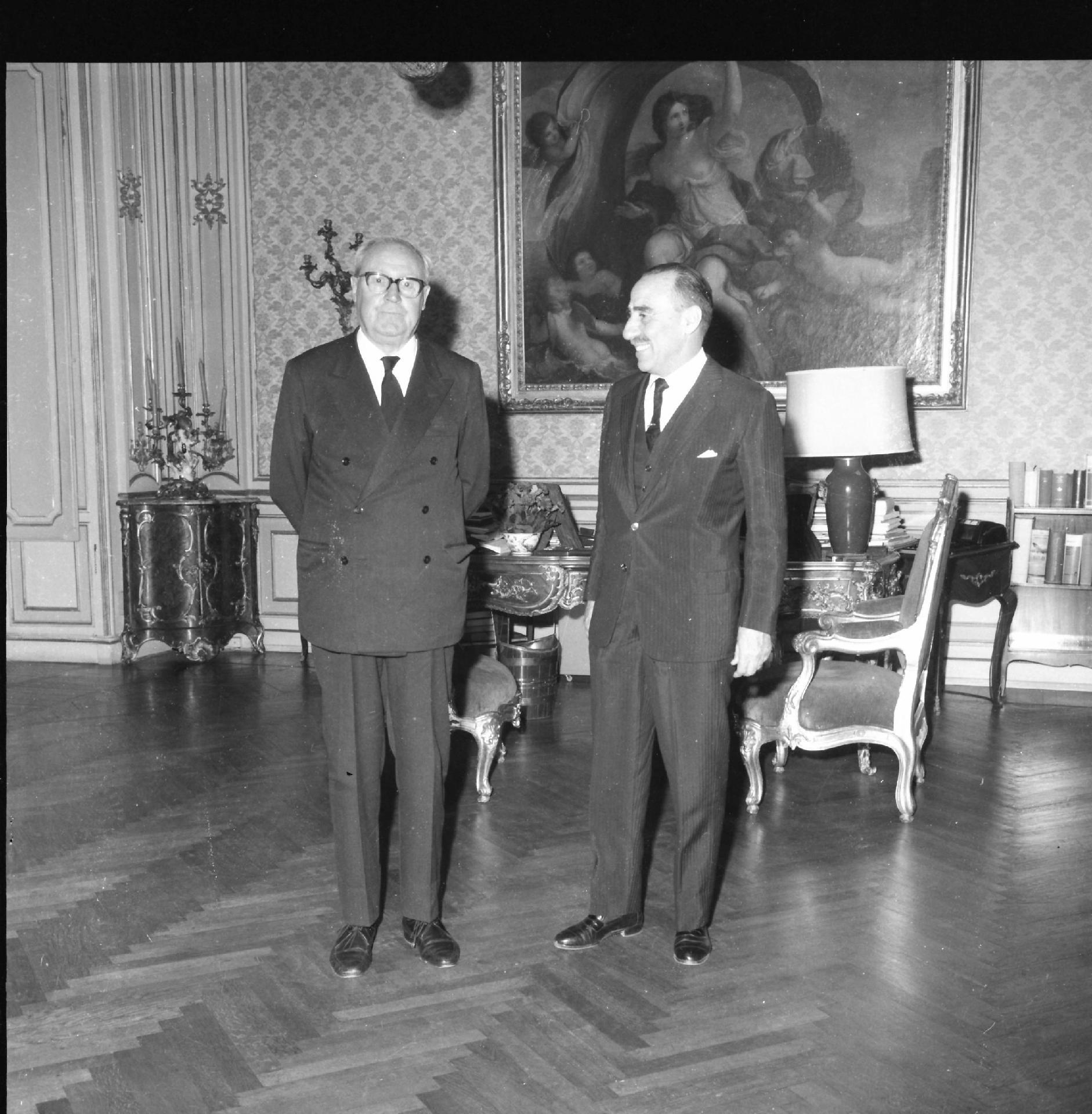
Amedeo Guillet ricevuto al palazzo del Quirinale dal presidente della Repubblica Italiana, Giuseppe Saragat, 1971